# Sombreado (dibujo)
El sombreado es un concepto artístico básico que consiste en otorgar zonas de luz y oscuridad en un dibujo. Esta técnica se relaciona directamente con el dibujo realista y es la base para su aprendizaje. Estos juegos de luces datan de la transición del románico, caracterízado por obras planas, delineadas y coloridas tales como el pantocrator del Ábside de San Clemente de Tahull y han evolucionado hasta la actualidad con la aparición del hiperrealismo. Los sombreados más básicos se realizan a lápiz insistiendo más en las zonas donde se quiera crear más oscuridad.